# Petteri Forsell
Petteri Forsell est un footballeur finlandais, né le 16 octobre 1990 à Kokkola. Il évolue au poste de milieu offensif.

## Palmarès
Vierge

## Statistiques
| Saison    | Club                 | Pays          | Championnat         | Coupes nationales | Coupes d'Europe | Finlande        |
| --------- | -------------------- | ------------- | ------------------- | ----------------- | --------------- | --------------- |
| 2007      | Kokkolan Palloveikot | Ykkönen       | 9 matchs / 2 buts   | ?                 | -               | -               |
| 2008      | Kokkolan Palloveikot | Ykkönen       | 14 matchs           | ?                 | -               | -               |
| 2009      | Vaasan Palloseura    | Veikkausliiga | 12 matchs / 1 but   | ?                 | -               | -               |
| 2010      | IFK Mariehamn        | Veikkausliiga | 12 matchs / 3 buts  | ?                 | -               | -               |
| 2011      | IFK Mariehamn        | Veikkausliiga | 22 matchs / 6 buts  | 2 matchs          | -               | -               |
| 2012      | IFK Mariehamn        | Veikkausliiga | 18 matchs / 9 buts  | 5 matchs / 5 buts | -               | -               |
| 2012-2013 | Bursaspor            | Süper Lig     | 2 matchs            | 7 matchs / 1 but  | 1 match (C3)    | 1 match / 1 but |
| 2013      | IFK Mariehamn        | Veikkausliiga | 8 matchs / 4 buts   | 4 matchs / 5 buts | -               | -               |
| 2014      | IFK Mariehamn        | Veikkausliiga | 25 matchs / 10 buts | 6 matchs / 1 buts | -               | 1 match         |

Dernière mise à jour le 3 septembre 2014